# Iris Mareike Steen

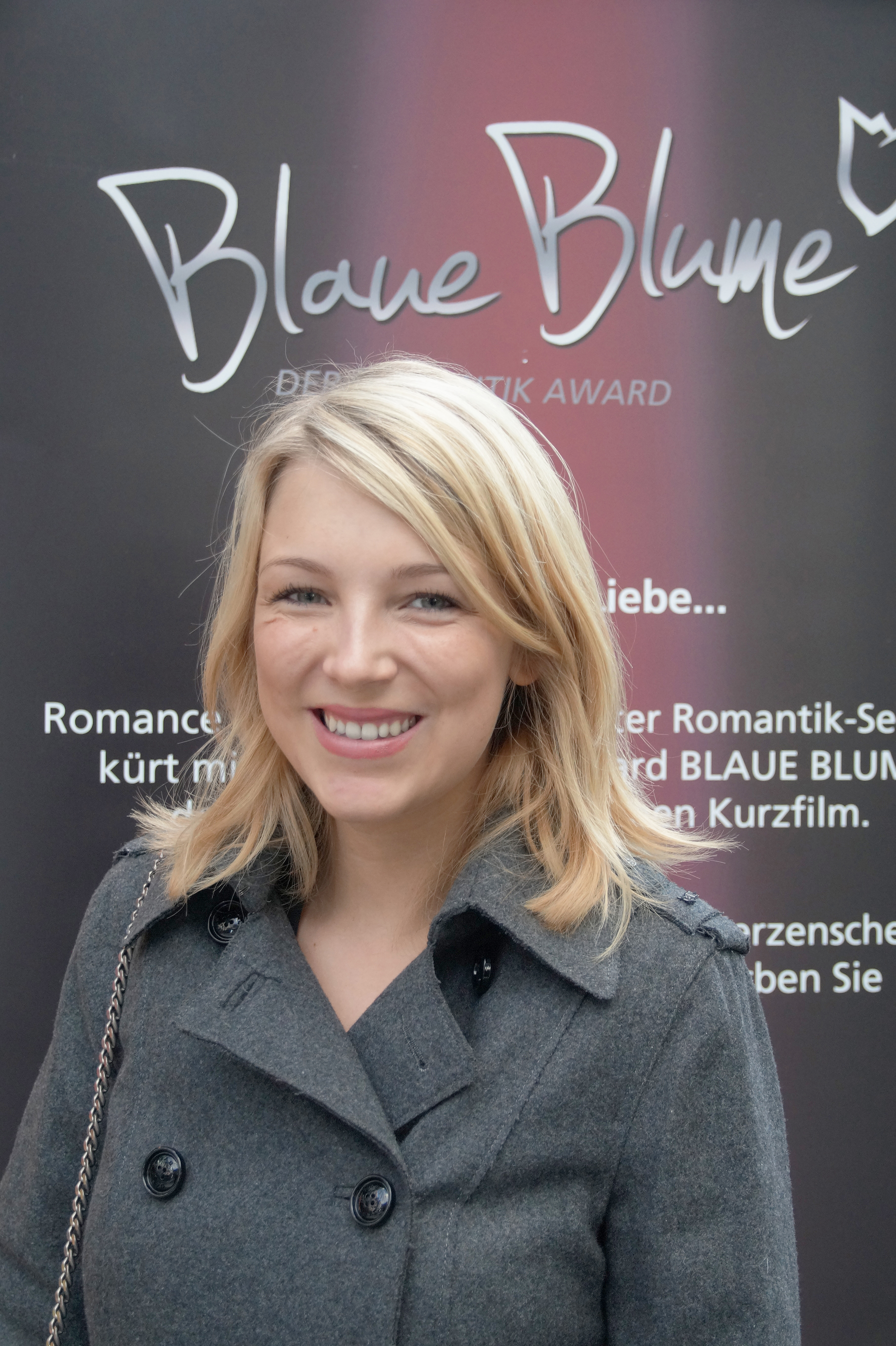
Iris Mareike Steen (2016)

Iris Mareike Steen (* 6. November 1991 in Hamburg) ist eine deutsche Schauspielerin.

## Werdegang
Steen wirkte seit 2002 in einigen Fernsehserien mit und schauspielerte an Theaterhäusern in ihrer Heimatstadt Hamburg. Sie spielt Schlagzeug, Gitarre und Klavier und nahm 2005 unter dem Pseudonym „Glüxxkind“ eine CD mit dem Titel Zick Zack Schabernack auf.
Von 2006 bis 2011 spielte Steen in der ZDF-Vorabendserie Da kommt Kalle die Hauptrolle der Merle Andresen. Seit Dezember 2010 spielt sie die Rolle der Lilly Seefeld in der RTL-Daily-Soap Gute Zeiten, schlechte Zeiten. 
2015 und 2022 ließ sich Steen für den Playboy ablichten. 
2018 nahm Steen an der 11. Staffel der RTL-Show Let’s Dance teil und erreichte dabei mit ihrem Profi-Tanzpartner Christian Polanc den fünften Platz.
Seit Oktober 2017 ist Steen mit einem Polizeibeamten verheiratet.
Am 31. März 2023 veröffentlichte sie ihr Debütalbum Grau wird bunt, welches Platz 43 in den deutschen Albumcharts erreichte. Daraufhin folgte eine Tournee in drei deutschen Städten, bevor sie gemeinsam mit Matthias Reim auf Open-Air-Tour ging. Ihre Liveband besteht aus den Musikern Stephan Renner (Gitarre), René Wähler (Schlagzeug), Philipp Müller (Keyboard/Bass), sowie wechselnden Backgroundsängerinnen.

## Filmografie (Auswahl)
- 2002: Das Duo – Im falschen Leben
- 2004: Großstadtrevier (Fernsehserie, eine Folge)
- 2006–2011: Da kommt Kalle (Fernsehserie, 70 Folgen)
- 2007: Die Rettungsflieger (Fernsehserie, Folge: Mitten im Leben)
- seit 2010: Gute Zeiten, schlechte Zeiten (Fernsehserie, seit Folge 4629)
- 2018: Let’s Dance (RTL-Tanzshow, 11. Staffel)
- 2019: Bettys Diagnose (Fernsehserie, eine Folge)